# 파라마운트 픽처스
파라마운트 픽처스 코퍼레이션(영어: Paramount Pictures Corporation)는 1912년에 설립된 미국의 영화 스튜디오 & 영화 배급사로, 미국 미디어 그룹인 바이어컴CBS 자회사에 소속되어 있다. 전 세계에서 15째, 미국에서는 2번째로 오래 살아남고 있는 영화사로, 미국영화협회에 현재까지, 가입되어 있다. 영화 스튜디오는 메이저 영화사의 모든 스튜디오를 갖고있는 로스엔젤레스의 인근의 위치한 할리우드이다.

## 역사

### 1910년 ~ 1920년 (설립 초기)

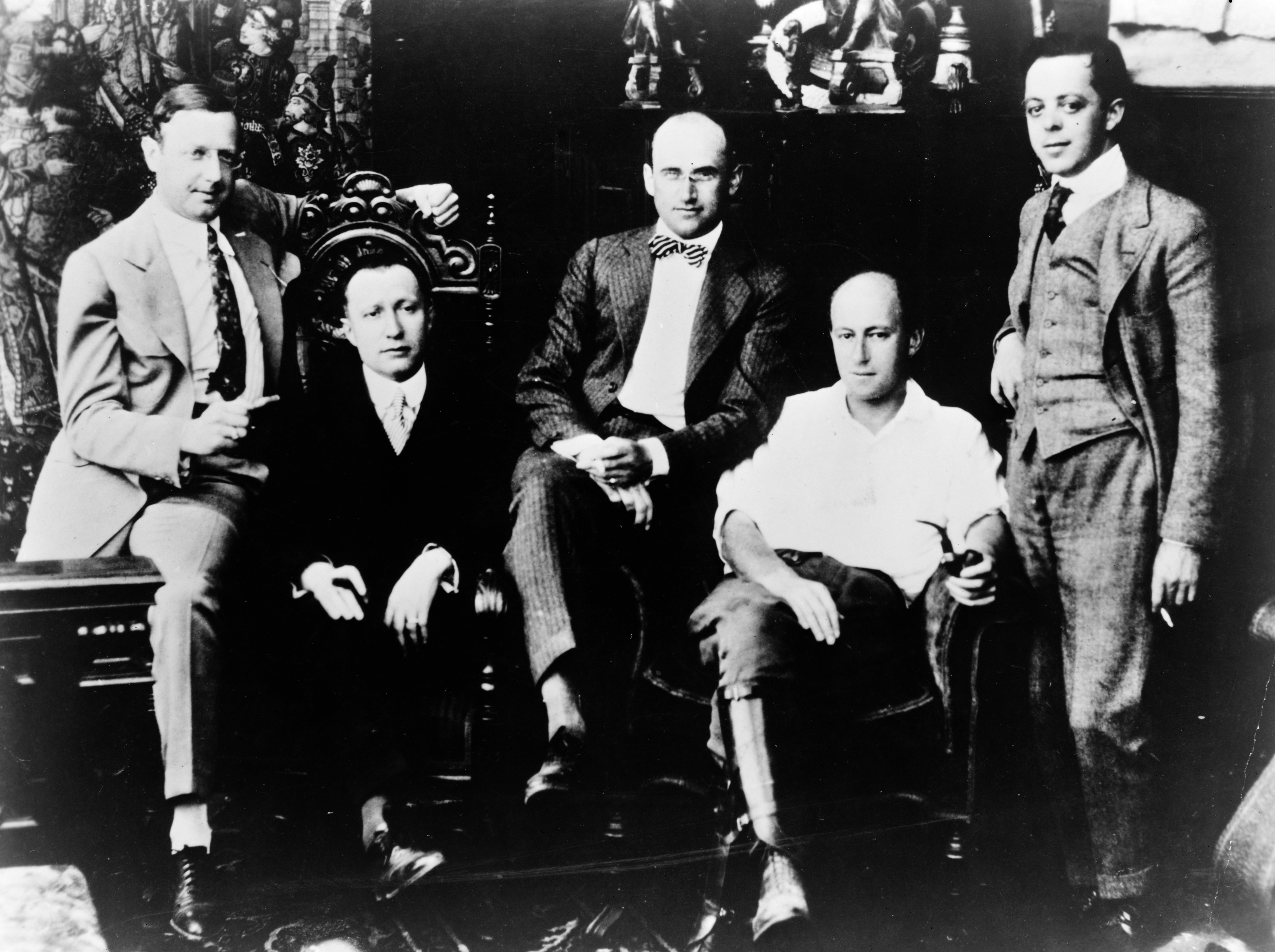
주요 설립자들

파라마운트 픽처스는 1912년에 아돌프 주커가 페이머스 플레이어스 스튜디오로 시작하였다. 이후 1914년 이름을 파라마운트 픽처스로 바꾸었다. 아돌프 주커는 제시 L. 래스키와 새뮤얼 골드윈 등 뛰어난 제작자들을 모으면서 회사를 메이저로 키우기 시작했다.
이시기 파라마운트와 계약한 배우로는 글로리아 스완슨, 로스코에 아버클 등이 있다. 또한 세실 B. 드밀을 기용해 《남자와 여자》 등이 영화를 연출하였다. 드밀은 1920년대에는 성경에 관한 내용인 《십계》를 감독하였다. 1916년에 파라마운트 - 페이머스 - 래스키로 변경하였다.

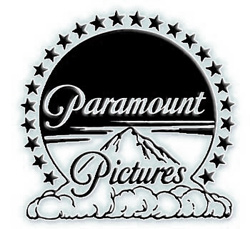
파라마운트의 로고는 W. W. 호킨스의 낙서에서 유래되었다. 초창기의 산은 미국의 유타주에 있는 호킨스가 어린 시절에 보냈던 산이었다. 현재의 산은 유타주에 있는 벤로몬드 산을 모델로 삼은 산이다.
버스터 키튼이 로스코에 아버클과 함께 찍은 영화에 나온 파라마운트의 로고는 그림으로만 나온다.
1930년대에 파라마운트 로고에 패러마운트의 글씨를 강조하고 밑에 제공 (presents) 을 썼다. 또 강조 부분에 아돌프 주커를 넣다. 대표적인 예로는 《덕 수프》 (1933) 이 있다.

### 1921년 ~ 1930년 (성장기)
이후 1920년대에 퍼스트 내셔널 픽처스, 메트로 골드윈 메이어와 함께 메이저로 성장하였다. 이때 파라마운트는 메리 픽퍼드, 루돌프 발렌티노 등이 활약하였다.
1927년 발성 영화가 탄생한 후 조지프 폰 스텐버그는 《뉴욕의 선창》을 연출한 후 독일로 가서 마를레네 디트리히를 발견하여 미국으로 같이 돌아와 파라마운트에서 《상하이 특급》 (1932), 《진홍의 여제》 (1934) 등을 출연하였다.
한편 게리 쿠퍼, 클로데트 콜베르, 아치발드 리치 등이 출연했는데 특히 아치발드 리치는 영국에서 미국으로 건너와 이름을 캐리 그랜트로 바꾸어 이후 수많은 작품들을 제작하였다.
한편 게리 쿠퍼, 클로데트 콜베르, 아치발드 리치 등이 출연했는데 특히 아치발드 리치는 영국에서 미국으로 건너와 이름을 캐리 그랜트로 바꾸어 이후 수많은 작품들을 제작하였다. 파라마운트는 1920년대 후반부터 1930년대 초반까지 '황금기'를 맞이하며 헐리우드의 중심에서 다양한 장르의 명작들을 선보였다. 이 시기의 성공은 파라마운트의 상업적, 예술적 입지를 더욱 공고히 하는 데 기여하였다.

### 1941년 ~ 1950년
1948년, 대법원은 파라마운트를 포함한 5개의 메이저 영화사에 대해 극장을 소유할 수 없다는 명령과 함께 영화 산업의 수직적인 통합(제작, 배급, 상영의 계열화)이 불법이라는 판결을 내린다. 이것을 우리는 "파라마운트 판결"이라고 부르는데, 이로 인해서 영화 제작 비용의 증가, 텔레비전으로 인한 극장 관객 감소, 해외 시장에서의 흥행 수익 감소 등 과 같은 악재가 발생해 마침내, 미국의 스튜디오 시스템이 붕괴되면서 헐리우드 영화계의 변화의 바람이 일기 시작한다.

### 1965년 ~ 1970년 (걸프 앤드 웨스턴 시대)
1960년대 초반, 오래 전부터 미국 헐리우드 극장 대부분이 없어지면서 미국 영화산업의 황금기가 끝났다는 얘기거리들이 나돌기 시작했다. 파라마운트도 예외는 아니었다. 이십세기폭스(20th century fox)가 성공시킨 《사운드 오브 뮤직》(The Sound of Music, 1965)의 선례를 따라 조슈아 로건(Joshua Logan) 감독의 〈페인트 유어 왜건〉(Paint Your Wagon, 1969)과 같은 대규모 영화를 몇 편 제작했지만 위험성이 큰 영화들의 계속되는 흥행 실패로 참담한 결과를 낳았다. 결국, 재정적인 어려움의 시달리게 되면서 1966년, 거대 제조업 전문 회사인 걸프 앤드 웨스턴(Gulf and Western)의 소유가 된다. 그러나, 파라마운트는 회사의 안정적인 생존을 위해 과감한 결단을 내리게되는데 영화 제작경험이 없는 신인 감독, 작가를 대거 투입하게 된다. 그 중 신인 영화 제작자인 로버트 에반스가 제작한 영화인 러브스토리 (1970년 영화), 프랜시스 포드 코폴라 감독의 대부, 차이나타운 (1974년 영화)등의 연 이은 흥행에 성공으로 최고 매출 흥행 기록을 갱신하면서 이 때부터 파라마운트의 전성기가 시작되었다.

### 1971년 ~ 1980년 (CIC 출범)
1970년, 유니버설 스튜디오와 함께 전 세계 영화 배급시장에 진출하고자 Cinema International Corporation를 설립하면서, 파라마운트는 계속해서 신인 제작자를 발굴.육성하게 되는데, 월트 디즈니 컴패니의 최고 경영자 출신의 Michael Eisner, 현재 드림웍스 애니메이션 사장을 지내고있는 Jeffrey Katzenberg, 헐리우드 영화 산업 창설 이래의 최초 여성 제작자인 Dawn Steel, 그리고 제리 브룩하이머와 함께 작업하다 1996년 심장쇠약으로 생을 마감하신 Don Simpson 등 헐리우드 영화산업의 부흥을 주도하고 있는 제작자들이 파라마운트를 거처갔을 정도라고 한다.
또한, 작품성이 뛰어나면서 영화의 주제, 스타, 마케팅 가능성을 결합해 막대한 수익을 올릴 수 있는 영화를 기획하는 하이 콘셉트 방식을 채택해 헐리우드 영화 발전에 기여함은 물론 존 배덤(John Badham) 감독의 〈토요일 밤의 열기〉(Saturday Night Fever, 1977)와 랜달 크레이저 (Randal Kleiser) 감독의 〈그리스〉(Grease, 1978)와 같은 현대적 감각의 뮤지컬 영화를 유행시키게 된다.

### 1980년 ~ 1994년 (UIP의 출범과 함께 계속되는 흥행 질주)

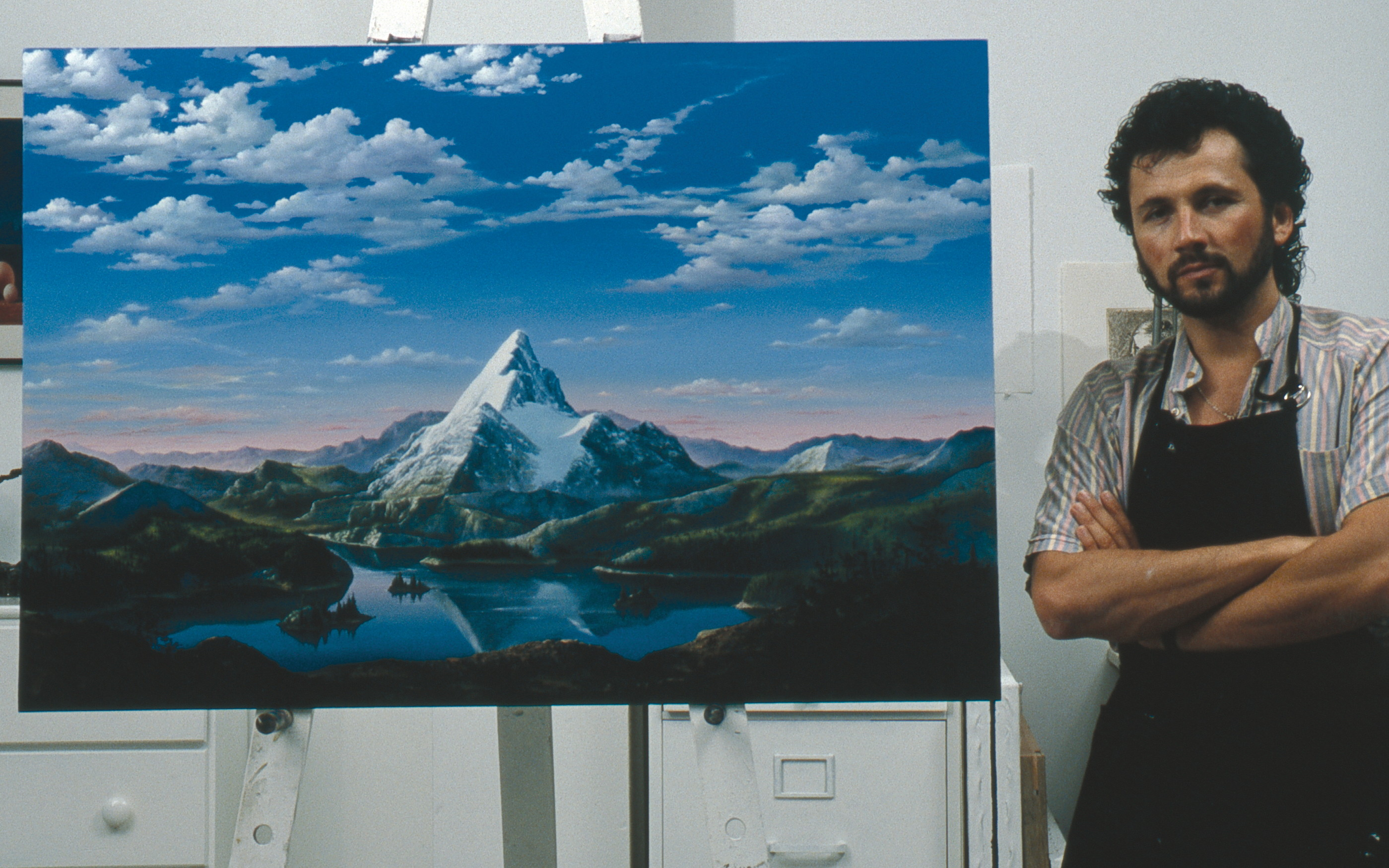
파라마운트 스튜디오의 75주년을 기념하기 위해 로고를 재디자인해 만든 자신의 그림 작품 앞에 서 있는 다리오 캄파닐레. 무성 영화 시절 이래 파라 마운트의 로고는 눈 덮인 산과 정상을 감싸는 원형의 별이였으며 이 그림은 로고 애니메이션을 위한 소스로 사용된다. 원본은 파라마운트 스튜디오에 전시되어 있다.

파라마운트의 전성기는 90년대까지 계속된다. 주요 업적을 살펴보면 아메리칸 플레이보이, 보통 사람들, 사관과 신사, 플래시 댄스, 애정의 조건, 풋루스, 토니 스콧의 《탑건》(Top Gun 1986), 크로커다일 던디, 위험한 정사, 사랑과 영혼, 13일의 금요일 영화 시리즈등 최고 히트작들을 세계시장에 당당히 내놓게된다. 또한 스타 트렉, 스티븐 스필버그의 《레이더스》(Raiders of the Lost Ark, 1981), 마틴 브레스트의 《비버리 힐스 캅》(Beverly Hills Cop, 1984)등의 연 이은 흥행 성공으로 많은 시리즈물이 만들어지는 기폭제가 되었다.
1989년, 걸프 앤드 웨스턴은 영화와 텔레비전, 서적 출판의 전문성을 강조하고 최고의 엔터테인먼트 기업으로 도약하기 위해 회사의 이름을 파라마운트 커뮤니케이션스(Paramount Communications)로 바꾸고 파라마운트 픽처스뿐만 아니라 케이블 네트워크 중심의 텔레비전 방송국 인 유에스에이 네트워크 (USA Network)와 전 세계 1,000여 개 이상의 극장과 출판사를 거느리고 있는 사이먼 & 슈스터, 미국 농구 경기장인 뉴욕의 매디슨 스퀘어 가든과 하키 팀 레인저스(Rangers), 농구 팀 뉴욕 닉스를 소유하게 된다. 또한 KECO Entertainment가 소유하고 있는 놀이 공원을 인수해 Paramount Parks를 이름을 바꾸고 테마 파크 사업에 진출한다.
1993년, 걸프 앤드 웨스턴은 파라마운트 커뮤니케이션스를 매각하기로 결정하는데 베리 딜버가 소유하고 있는 미국 최대의 홈쇼핑 채널 QVC와 세계적인 음악 전문 채널인 MTV, 어린이 엔터테인먼트 채널 니켈로디언 등의 케이블 네트워크를 비롯한 많은 방송국과 엔터테인먼트 기업을 소유하고있는 바이어컴 (Viacom)이 인수전에 뛰어들었다. 그 결과, 미국 최대 엔터테인먼트 기업인 바이어컴이 인수경쟁에서 승리함에 따라서 1년 후, 파라마운트 커뮤니케이션스를 정식으로 인수하게 된다.

### 1994년 ~ 2004년 (바이아컴 인수)
1994년, 20세기 폭스와 공동배급을 통한 조인트 벤처를 체결한 이후, 파라마운트 역사상 가장 큰 수익을 올린 영화인 제임스 카메론 감독의 《타이타닉 (1997년 영화)》을 탄생시킨다. 또한 파라마운트가 배급한 3개의 영화가 (타이타닉 (1997년 영화), 브레이브하트, 포레스트 검프) 아카데미 시상식에서 최고의 작품상의 영예를 안게된다.
1995년, Chris-Craft Industries와 함께 미국의 위성방송인 UPN Networks를 개국하면서 위성방송시장에 진출한다. 그 후, 미국 최고의 어린이 엔터테인먼트 전문채널 니켈로디언기반의 애니메이션 & 일반장르의 영화를 제작하는 전용 스튜디오인 니켈로디언 무비스를 설립했으며, 1년 뒤, 음악 전문 케이블 채널 MTV의 기반으로 만들어진 일반장르의 영화를 제작하는 전용 스튜디오인 MTV 필름스를 설립하면서 바이어컴 계열의 케이블방송사가 영화 제작 사업에 진출하게 된다.
1998년, 단편 & 예술 영화 전문 제작사인 파라마운트 클래식을 출범시킨다. (2006년 파라마운트 밴티지로 사명 변경)
1999년, 미국의 최대 민영 방송사인 CBS를 인수하게 된다. CBS 인수 이후, UPN networks가 소유한 케이블 방송국이 30개로 늘어나게되었으며, 방송 제작사인 Republic Pictures, Spelling Television 그리고 Viacom Television의 프로그램 제작과 경영에 모두 투자하게 되면서, 미국의 4번째 미디어 그룹인 바이어컴 엔터테인먼트 그룹을 출범했다.

### 2005년 ~:(오늘날의 파라마운트)

#### CBS 분할
그러나 방송부문의 더딘 성장으로 바이어컴은 18$의 재정 손실을 입었다. 결국, 2006년 1월, 자산가치와 회사 경쟁력이 점차 떨어짐에 따라서 CBS, UPN Networks, Viacom Television Stations Group, Infinity Broadcasting, Viacom Outdoor, Paramount Television, KingWorld, Showtime, Simon and Schuster, Paramount Parks 등 바이어컴 엔터테인먼트 그룹 계열사에 소속된 방송 & 서비스 사업 모두를 CBS 코퍼레이션으로 분할시키고 바이어컴은 음악 전문채널인 MTV, 세계적인 어린이 엔터테인먼트 채널인 니켈로디언 등 그 밖의 케이블 방송 송출,운영사업권과 영화 제작 전용 스튜디오인 파라마운트 영화 스튜디오를 운영하게 된다. 또한, 파라마운트 홈 엔터테인먼트를 통한 CBS 프로그램의 DVD 판매도 계속 진행된다.

#### 드림웍스 인수
2005년 12월, 스티븐 스필버그와 제프리 카젠버그가 운영하고 있는 영화 & 애니메이션 제작사인 드림웍스 픽처스 (DreamWorks Pictures)를 16억 달러에 인수하면서 드림웍스 단독 제작 영화의 전 세계 배급을 시작했다. 단, 제프리 카젠버그가 운영하는 드림웍스 애니메이션은 인수 제안을 거절했지만 애니메이션의 배급권은 가져갔다. 그러나 2009년부터 계속되는 흥행 참패로 일반 영화 부문은 1년후인 2010년에 월트 디즈니 스튜디오스 모션 픽처스로 넘겼으며 애니메이션 부문은 2012년에 20세기 스튜디오로 넘어가면서 6년간 이끌어온 드림웍스와의 결별을 선언하게 된다. 이에 따라 파라마운트 배급을 통해서 진행될 애니메이션 제작은 기존의 니켈로디언 무비스와 2011년에 새로 만든 애니메이션 스튜디오인 파라마운트 애니메이션을 통해 선보이기로 했다.)

#### 그 외
2007년, 장난감 전문 제조업체인 해즈브로의 영화 배급권을 획득한다. (트랜스포머, G.I. 조)
2008년, 마블 코믹스의 엔터테인먼트 사업부문의 계열사인 마블 스튜디오와의 5년간의 배급권 계약을 체결했다.
2010년, 헐리우드의 영화 & TV 제작사인 스카이댄스 미디어와의 전속계약을 체결했다.

## 유니버스
파라마운트 픽처스가 관여하고 있는 우주관으로는 스타트랙(Star Trek) 시리즈의 거울우주(mirror universe), 마블 유니버스의 멀티버스(multibus)와 관련있는 트랜스포머 영화시리즈의 트랜스포머 시네마틱 유니버스(Transformers Cinematic Universe)등이 있다.

## 같이 보기
- CBS 스튜디오